# Фразовый глагол
Фразовый глагол (англ. Phrasal verb) — комбинация глагола и предлога, глагола и наречия либо одновременно глагола и предлога с наречием, которая является одним членом предложения и образует таким образом цельную семантическую единицу. Предложение может содержать как прямое, так и непрямое дополнение к составному глаголу.
Фразовые глаголы особенно часто встречаются в английском языке. Фразовый глагол часто имеет значение, весьма отличное от значения основного глагола.
По словам Тома Макартура:
…термин «phrasal verb» был впервые употреблен Логаном Смитом, в книге «Слова и идиомы» (1925), где он утверждает, что термин был подсказан ему издателем
Иными обозначениями фразового глагола служат словосочетания «сочетание глагола и наречия», «группа глагола и частицы», «двухсловный глагол», «трёхсловный глагол», «многословный глагол».
Предлог и наречие, используемые во фразовом глаголе, также называются грамматическими частицами, поскольку они являются неизменными словами, не получающими аффиксов.

## Фразовые глаголы в разговорном английском языке
Фразовые глаголы в английском языке, как правило, используются в повседневном общении, в противоположность латинским глаголам, принадлежащим скорее письменной речи.
Примеры:
- «to put off» вместо «to postpone» (отложить);
- «to get out» вместо «to exit» (выйти).

## Буквальное значение
Многие английские глаголы могут сочетаться с наречием или предлогом, и читатели или слушатели с легкостью поймут значение составного глагола по смыслу самого глагола:
- «He walked across the square» — он прогулялся по площади;
- «She opened the shutters and looked outside» — она открыла ставни и выглянула наружу;
- «When he heard the crash, he looked up» — когда он услышал грохот, он посмотрел вверх (не является фразовым глаголом).

Наречие либо предлог в таких составных глаголах указывают на непосредственное отношение действия к его объекту.